# Ladislaus Hollós
Ladislaus [Lászlo] Hollós (Szekszárd, 18 giugno 1859 – Szekszárd, 16 febbraio 1940) è stato un botanico e micologo ungherese.
È stato una figura di spicco nella storia della micologia ungherese, nonché un instancabile ricercatore.
Tra il 1890 e il 1891, sotto la guida di Entz Géza, diventò professore assistente presso il Dipartimento di Zoologia, e nel 1892 vinse il dottorato di ricerca in botanica, mineralogia e chimica.
Nel 1891 insegnò a alla scuola superiore di Kecskeméten.
Nel 1898 partecipò alla sesta spedizione di Mor Dechy in Caucaso insieme al botanico Lojka Hugó.
Nel 1904 diventò membro corrispondente dell'Accademia ungherese delle Scienze per i suoi meriti scientifici.
Diverse specie di funghi e vegetali portano il suo nome, come ad esempio:
- Hollosia vertesensis Gyeln.
- Camarosporium hollosii Sacc. & Trotter
- Disciseda hollosiana Henn.
- Hypnum hollosianum Schilb.
- Leptospheria hollosii
- Seimatosporium hollosii (Tóth) Shoemaker

## Pubblicazioni
- Adatok a Ranunculaceák rhizomáinak alak- és szövettanához, Kecskemét, 1892.
- Új lycoperdon-fajok Magyarország gombaflórájában, in: Természettudományi Közlemények 1898.
- Új adatok Magyarország gombáinak ismeretéhez, Kecskemét, 1899.
- Úti jegyzetek a Kaukázusból, Kecskemét, 1899.
- Új adatok Magyarország gombáinak ismeretéhez, in: Természettudományi Közlemények 1900.
- Új Gasteromyceta fajok Magyarországból, in: Matematikai és Természettudományi Értesítő 1901.
- Magyarország Gasteromycetai: Gasteromycetes Hungariae, Budapest, 1903.
- Magyarország földalatti gombái, in: Matematikai és Természettudományi Értesítő 1905.
- Újabb adatok Kecskemét vidékének flórájához, in: Botanikai Közlemények 1911.
- Magyarország földalatti gombái, szarvasgombaféléi: Fungi Hypogaei Hungariae, Budapest, 1911.
- Tolna vármegye flórájához, in: Botanikai Közlemények 1911.
- Kecskemét vidékének gombái, Budapest, 1913.
- Szekszárd vidékének gombái, Budapest, 1937.